# Gibbasilus arenaceus
Gibbasilus arenaceus är en tvåvingeart som beskrevs av Jason Gilbert Hayden Londt 1986. Gibbasilus arenaceus ingår i släktet Gibbasilus och familjen rovflugor. Inga underarter finns listade i Catalogue of Life.